# Gierkany
Gierkany (lit. Gerkonys) – wieś na Litwie, w okręgu uciańskim, w rejonie ignalińskim, w gminie Dukszty.
W miejscowości jest przystanek kolejowy Gierkany.

## Historia
W czasach zaborów wieś i folwark leżały w granicach Imperium Rosyjskiego.
W dwudziestoleciu międzywojennym wieś i majątek leżały w Polsce, w województwie nowogródzkim (od 1926 w województwie wileńskim), w powiecie brasławskim (od 1926 w powiecie święciańskim), w gminie Dukszty.
Według Powszechnego Spisu Ludności z 1921 roku zamieszkiwało:
- majątek – 28 osób, wszystkie były wyznania rzymskokatolickiego. Jednocześnie 27 mieszkańców zadeklarowało polską przynależność narodową a 1 litewską. Było tu 5 budynków mieszkalnych[3]. W 1931 zamieszkiwało tu 20 osób w 3 budynkach[4].
- wieś – 83 osoby, wszystkie były wyznania rzymskokatolickiego. Jednocześnie 3 mieszkańców zadeklarowało polską przynależność narodową a 80 litewską. Było tu 19 budynków mieszkalnych[3]. W 1931 zamieszkiwało tu 95 osób w 18 budynkach[4].

Miejscowość należała do parafii rzymskokatolickiej w Duksztach. Podlegała pod Sąd Grodzki w Święcianach i Okręgowy w Wilnie; właściwy urząd pocztowy mieścił się w m. Duksztach.